# Álex Casasayas
Álex  Casasayas Carles   (nacido el 17 de febrero de 1988 en Barcelona, Cataluña) es un jugador de hockey sobre hierba español. Disputó los Juegos Olímpicos de Río de Janeiro 2016 con España, obteniendo un quinto puesto y diploma olímpico.  

## Participaciones en Juegos Olímpicos
- Río de Janeiro 2016, puesto 5.